# 在那遙遠的地方 (繪本)
《在那遙遠的地方》（英語：Outside Over There）是一部由莫里斯·桑達克創作圖文的繪本，1981年首度出版。講述小女孩愛達如何救回被哥布林綁架的小妹妹的故事。
本作是桑達克的三部代表作（被稱為「桑達克三部曲」）的最後一部，另兩部是《野獸國》和《廚房之夜狂想曲》。桑達克說：「這三本書都是衍生自同一個主題：孩子們如何控制不同的感覺，如憤怒、無聊、恐懼、挫折及忌妒。然後試著在他們的真實生活中掌控這些感覺。三部曲的最後一部將會是最奇怪的。」:177

## 故事概要
小女孩愛達的父親出海去了，母親則坐在涼亭內。愛達在吹號角哄小妹妹時，不慎讓小妹妹被哥布林綁走，留下一個冰做的假妹妹。待愛達發現後，便穿上黃雨衣、帶上號角，出發去找妹妹。愛達在哥布林所在的洞窟內見到一群與妹妺長得一模一樣的哥布林在婚禮上跳舞，愛達吹響號角，使哥布林們陷入瘋狂的舞蹈之中，成功救回妹妹。在愛達回來後，母親將父親的一封來信讀給她聽。

## 創作
在創作這部繪本時，桑達克只聽莫札特的音樂:178，許多靈感來自於莫札特。所以他讓莫札特本人的身影在繪本臨近結尾時出現在插圖內。在《凱迪克與其他人——書籍與圖畫的評論》一書中，桑達克說《在那遙遠的地方》「是一本關於莫札特和恐怖的書」。

## 獲獎
- 凱迪克銀獎（1982年）
- 美國國家圖書獎（1982年）